# Catedral de la Inmaculada Concepción (Rangún)
La Catedral de la Inmaculada Concepción o bien Catedral de Santa María es una catedral católica ubicada en la calle Bo Aung Kyaw en Botahtaung, Rangún, Birmania (Myanmar). El exterior de la catedral, de ladrillo rojo, se compone de agujas y un campanario. Fue diseñado por el arquitecto holandés Joseph Cuypers, hijo de Pierre Cuypers. Es la catedral de la arquidiócesis de Yangón.
La catedral es la más grande de Birmania. Ubicado en los terrenos de la catedral está el centro de Educación básica Secundaria N.º 6, que se conoce localmente como "Secundaria de San Pablo", a pesar de que no tiene ninguna afiliación religiosa.
La construcción comenzó en 1895 y se completó el 19 de noviembre de 1899 en virtud de una concesión de tierra del Gobierno de la India, mientras la Baja Birmania era una provincia de la India británica. Durante el terremoto de 1930 de Rangún, la catedral de Santa María sufrió pocos daños y resistió la invasión japonesa durante la Segunda Guerra Mundial. Sin embargo, los vidrios de la catedral fueron dañados durante la invasión aliada de Rangún.